# San Silvestro al Quirinale
San Silvestro al Quirinale ou Igreja de São Silvestre no Monte Quirinal, conhecida também como San Silvestro in Biberatica, é uma igreja de Roma, Itália, localizada na esquina da Via XXIV Maggio com a Via Mazzarino, a alguns quarteirões ao sul da Piazza del Quirinale.

## História
As primeiras menções a uma igreja neste local são de 1039, quando era chamada de Santo Stefano in Cavallo por estar localizada no "Monte Cavallo", uma pequena colina no rione Campo Marzio.
Em 1507, a igreja foi entregue aos cuidados dos dominicanos da Congregação Florentina de São Marcos pelo papa Júlio II. Ela foi reconstruída entre 1524 e 1584 depois de ser assumida pelos teatinos. No altar-mor foi consagrado, em 1584, pelo bispo Thomas Goldwell de St. Asaph's, em Gales do Norte, o último bispo católico do reinado da rainha Maria Tudor. Em 1801, San Silvestro passou para os lazaristas depois de ter sido abandonada pelos teatinos.
Na época em que os conclaves para eleger um novo papa eram realizados no Palácio Quirinal, a procissão inaugural dos cardeais começava ali. Quando a rua foi alargada em 1877, a fachada do século XVI foi substituída. A antiga era simples, a atual, de Andrea Busiri Vici, é mais rebuscada. Há um pequeno jardim fora da igreja que abriga um oratório do século XVI, utilizado para ritos funerais. Sua fachada é original.

## Interior
O interior renascentista é quase completamente tomado por pinturas. Atrás do altar-mor está um longo coro abobadado. No teto está um afresco do final do século XVI de Giovanni e Cherubino Alberti. Na parede esquerda, um afresco de Lazzaro Baldi, "São Caetano e Nossa Senhora". Na contra-fachada está o monumento funerário do cardeal Federico Cornaro (1531–1590) atribuído a Giacomo della Porta. À esquerda do monumento a Prospero Farinacci está uma pintura de Stefano Pozzi, "São Pedro e São Paulo".
A primeira capela à direita tem um piso ladrilhado de Luca della Robbia (1525) e o brasão do papa Leão X. Nas paredes estão afrescos sobre as vidas de Santa Catarina de Siena e Santa Maria Madalena atribuídos a Polidoro da Caravaggio e (ou) Maturino da Firenze. No teto, Cavaliere d'Arpino pintou cenas da "Vida de Santo Estêvão, o Diácono".
Na segunda está uma "Nascimento de Maria" de Marcello Venusti (séc. XVI). Nas paredes estão "Circuncisão de Jesus" e "Adoração dos Magos", de Jacopo Zucchi, e "Sonho de José" e "Massacre dos Inocentes", de Raffaellino da Reggio. 
A primeira capela na esquerda tem um afresco de Avanzino Nucci, "Papa Silvestre Batizando o Imperador Constantino". No teto, cenas da "Vida de São Silvestre" (1868). 
A peça-de-altar na segunda capela é de Giacinto Gimignani e representa "Papa São Pio V e o Cardeal Alessandrino Adorando a Virgem". No centro está um ícone da "Madona com o Menino" da escola romana do século XIII.
Na extremidade do braço esquerdo do transepto está a Capela da Assunção, conhecida também como "Cappella Bandini", uma grande e octogonal capela encimada por uma cúpula projetada por Ottaviano Mascherino e de 1585. A pintura da Assunção é de Scipione Pulzone. Os quatro tondos com cenas das vidas de David, Judite, Ester e Salomão (1628) são de Domenichino. Estão abrigadas ali quatro estátuas em estuque: "Madalena" e "São João", de 1628, são de Alessandro Algardi; "São José" e "Santa Marta", de Francesco Mochi. 
No braço direito está uma pintura chamada "O Eterno Aparecendo para Santo André Avelino e São Caetano de Thiene", de Antonio Barbalonga.

## Galeria

Imagens da igreja
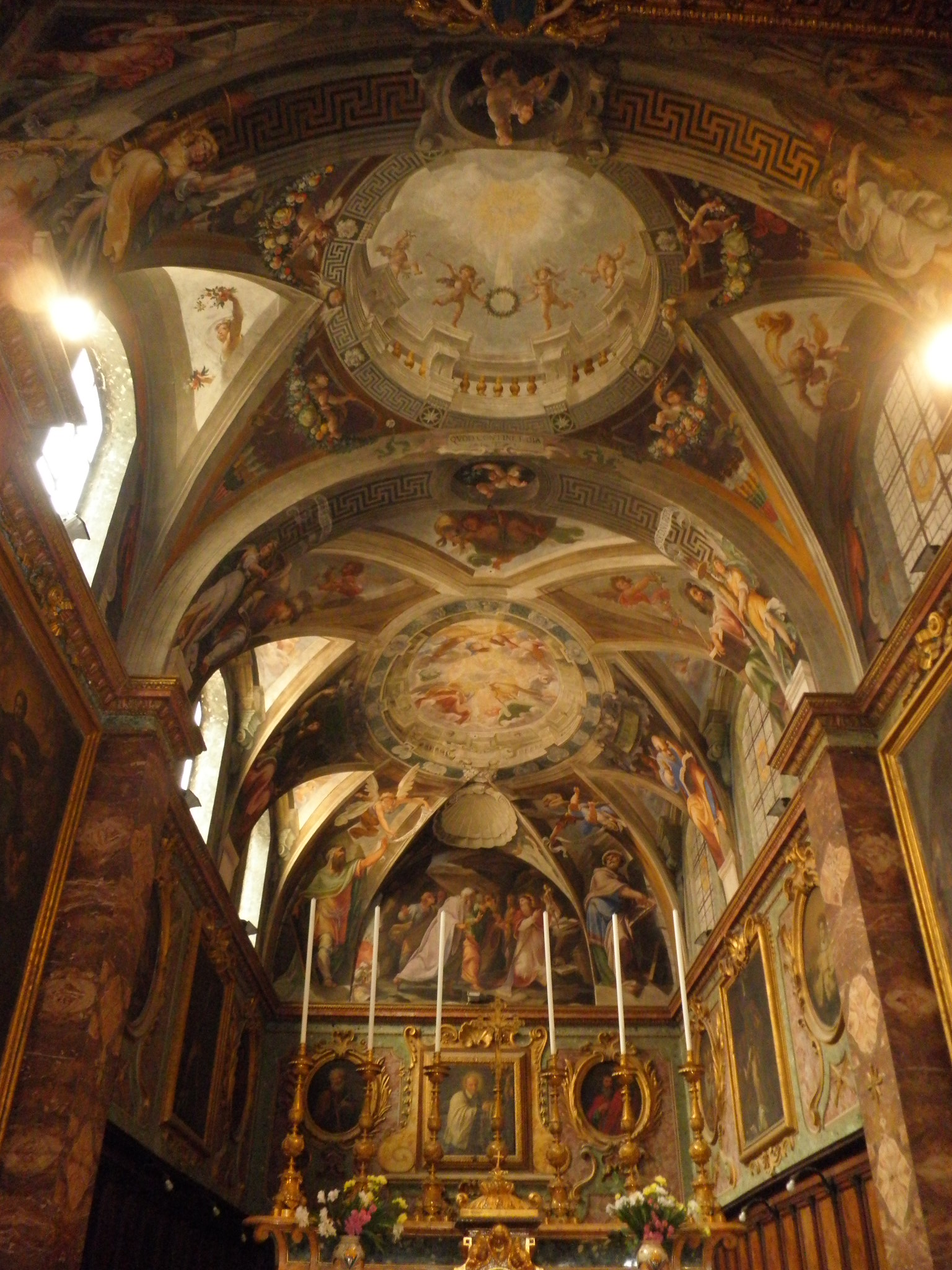
Teto do coro
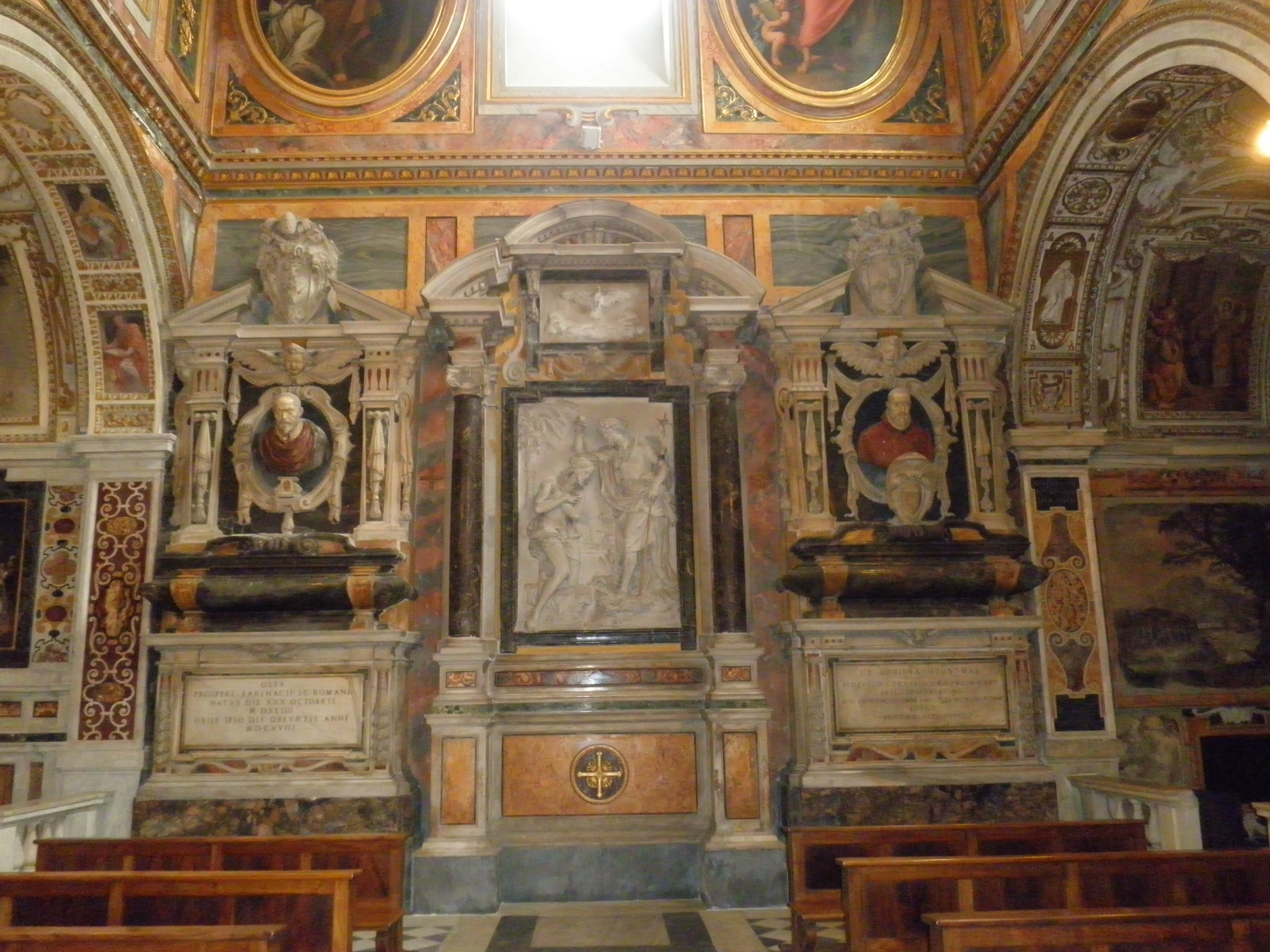
Contra-fachada
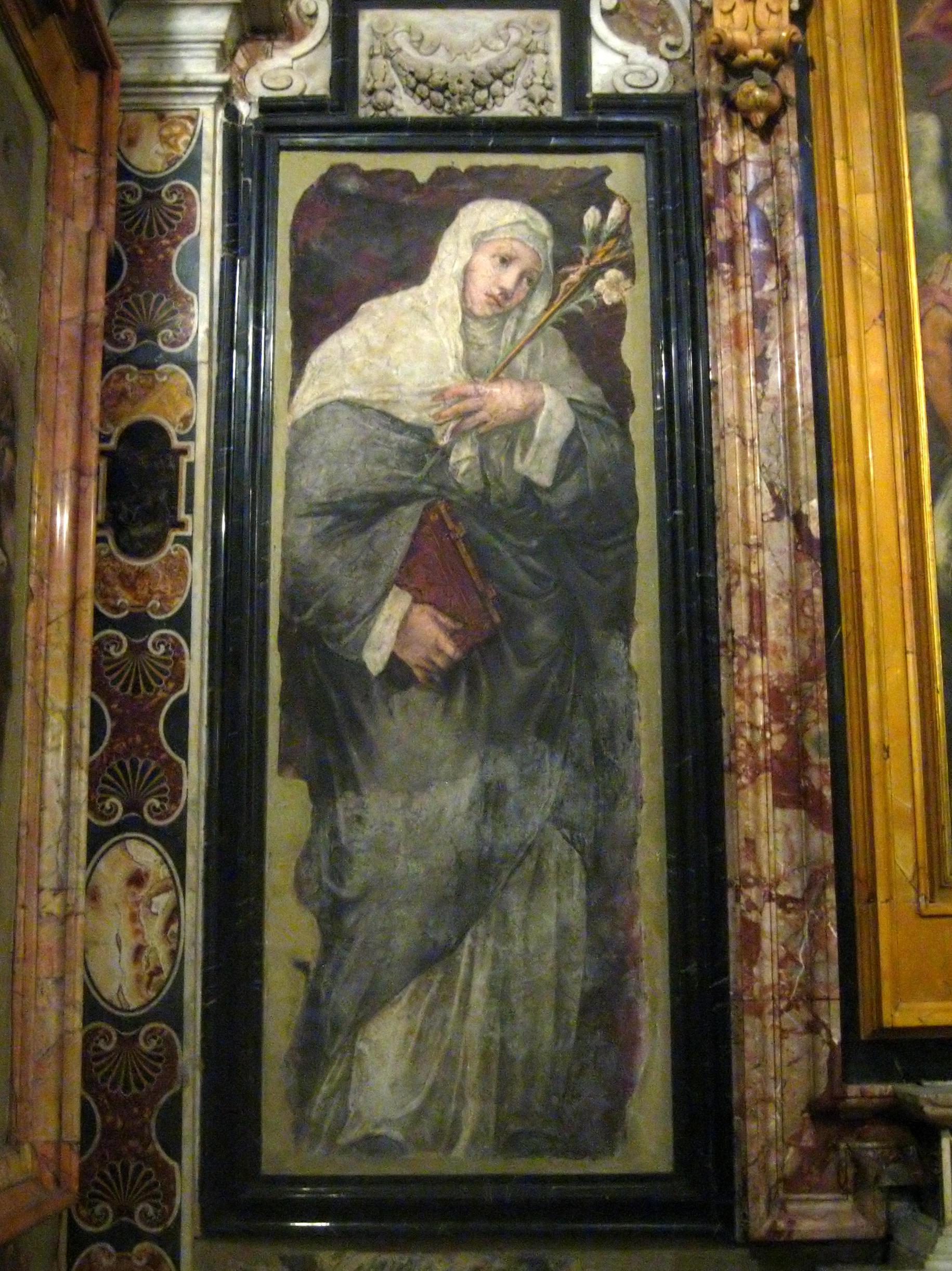
Santa Catarina de Siena, de Polidoro da Caravaggio e (ou) Maturino da Firenze
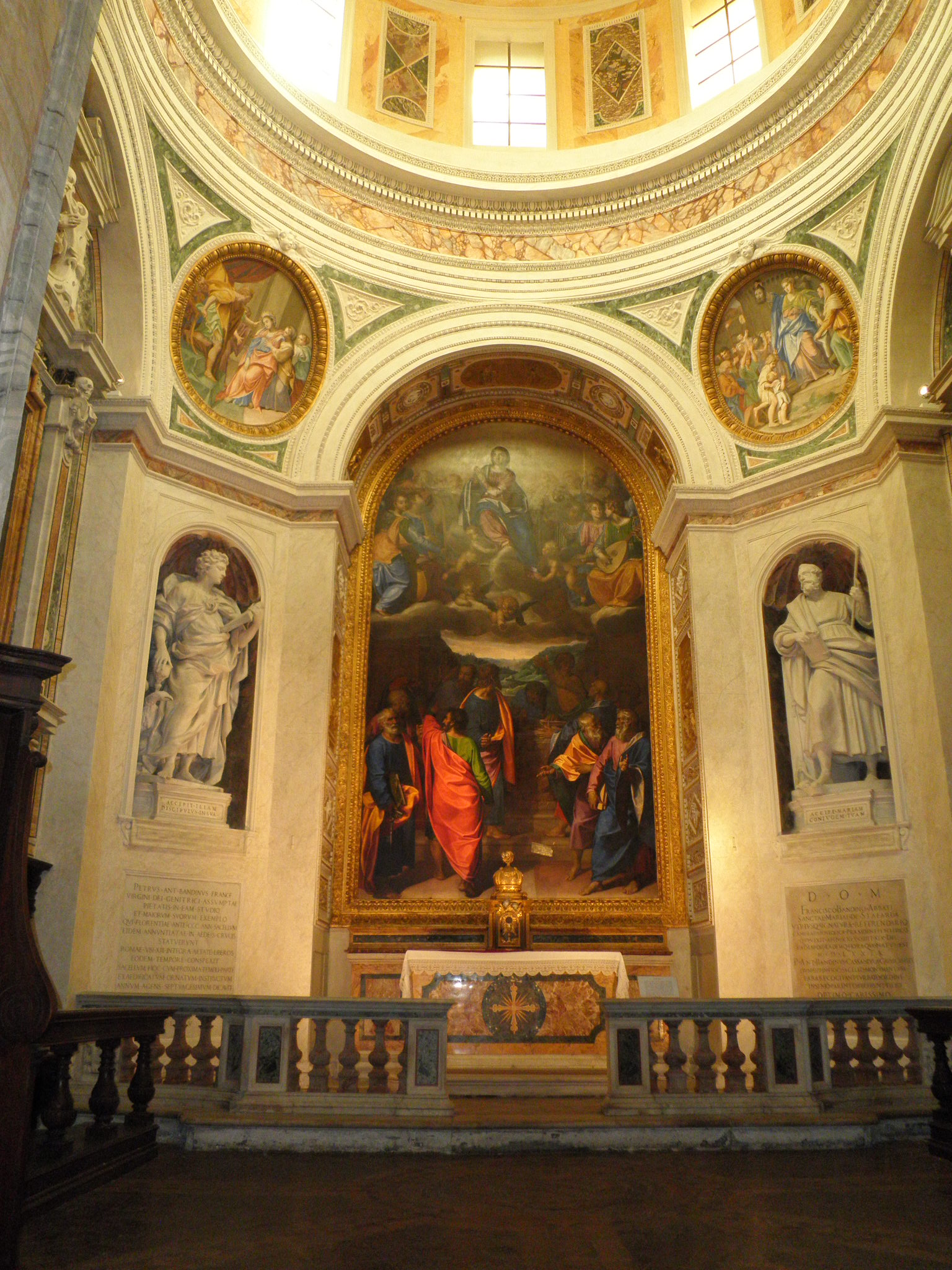
Capela Brandini